# 3D電影

把兩幅於不同角度拍攝的相片製成GIF後，也會在人的腦中形成少許立體的效果（深度感）。仰賴這種現象的技術稱為「Wiggle stereoscopy」。

三维电影（英語：3-D film；立體電影），是使用一種立體鏡視覺顯示系統，再製畫面將左右眼平面投影影像立體顯現成像，令觀眾對影像產生非現實的立體深度。
技術上，通常採用兩台攝影機擺設，同步拍攝影像，取得主體左右側體的立體感。觀看時，觀眾的視覺皮層會自動對圖像結合為單一三維影像畫面。現代電腦技術已能夠不採用傳統雙機拍攝，使用CGI電腦特效製作3D電影。欣賞時需要佩戴合適的立體眼鏡。

## 歷史
1936年利用雙鏡頭攝影機和偏振片可以造出具立體效果的影片，但此技術具有不少限制。之後從RealD 3D等技術發展及《阿凡達》等三維電影流行後，立體影片才近一步被廣泛推廣。
有一名澳大利亞導演宣稱，1936年納粹德國時期已經成功拍攝兩部三維電影。

## 技術
電腦合成影像（CGI）為使用計算機產生的影像，更精確的如應用在影片中的3D特效，還有在電視節目、廣告及印刷媒體中也很常見。在電腦遊戲中常使用的即時運算圖形都屬於CGI的範圍，也有些是用來做過場或是介紹用頁面。
在影院看的是立體版本的IMAX和RealD技術。為營造出立體景深，IMAX 3D採用了雙攝影機及雙投映機拍攝及放映。RealD則採用雙投影機及圓偏振光放映。
目前IMAX 3D放映時採用偏光式放映，觀看時以佩戴偏光眼鏡來分析立體影像。

## 原理
观看立体电影时，观众需要戴上一副眼镜，镜片其实是一对透振方向互相垂直的偏振片。其原理是平时我们只有用两只眼镜看物体才能产生立体感，如果用两个镜头如人眼那样，从两个不同的方向同时摄下电影场景的像，制成正片。在放映时通过两个放映机用振动方向互相垂直的两种先偏振光重叠地放映到银幕上，人眼通过上述的偏振眼镜观看，每只眼睛只能看到相应独立的一个图像。
就会像直接观看时那样产生立体的感觉。

## 主要應用

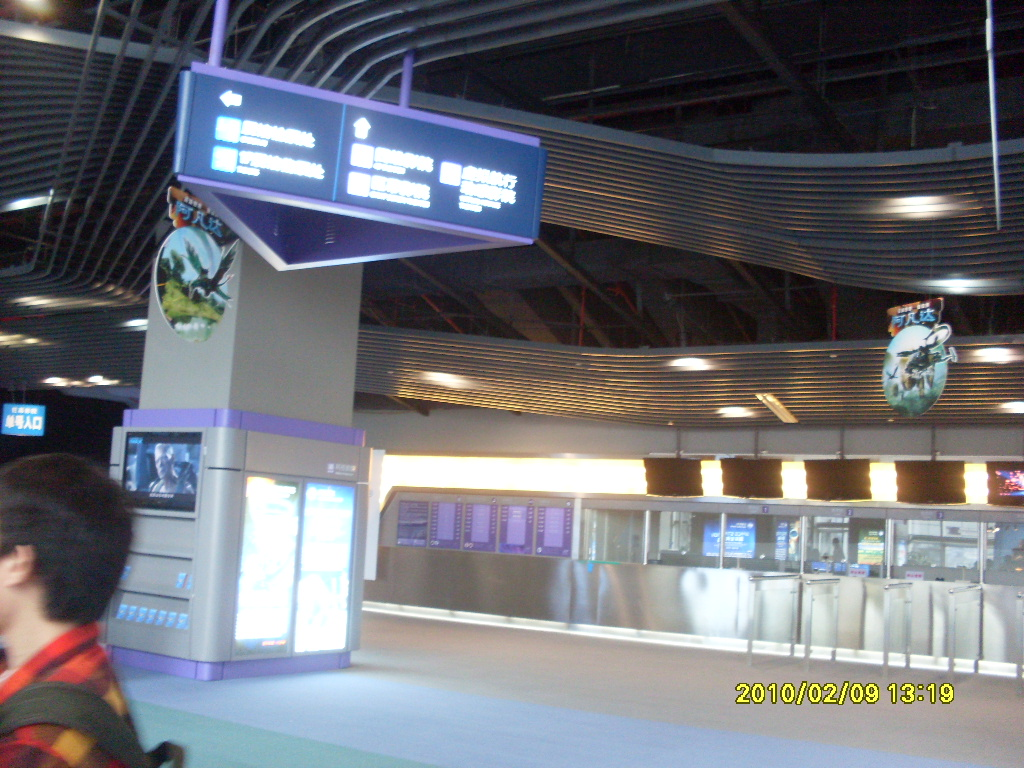
广东科学中心的IMAX影院

- 科幻電影：造成如雲霄飛車上下俯衝，太空漫遊，子彈射出等原本真人電影無法呈現的驚訝式特效。
- 珍寶欣賞：對於珍藏的骨董及珠寶，無法如臨現場可以透過3D技術攝影保存，透過3D完全詳細檢視。
- 遠距醫學：對於遠距離的開刀，必須有兩眼存在的距離感，3D可以提供最佳的解決。
- 成人影片：成人影片追求感官的最大刺激，透過3D可以感受胴體如臨眼前的最大刺激。

## 票房列表
截至2010年12月31日，前十名票房表現2010年3D電影就進榜五部，占半數比例，最高票房則為排名第二的《玩具總動員3》，其次《魔境夢遊》；2009年則從原本七部記錄至目前僅剩四部，不過《阿凡達》仍守佔票房冠軍。其它年份僅存2004年的《北極特快車》排居第十名。依類型區分，十大票房電影共有七部動畫片，三部為真人結合動畫電影。依發行片商區分，表現最優異的迪士尼與夢工廠動畫片皆進榜三部，迪士尼其中兩部為皮克斯出品的動畫電影《玩具總動員3》及《天外奇蹟》。其次為20世紀福斯兩部，環球影業和華納兄弟各一部。2011年2月21日，迪士尼《魔髮奇緣》取代《北極特快車》排進前十大票房。
| #  | 片名                                                  | 總票房／廳          | 首周票房／廳        | 開映日      |
| -- | ----------------------------------------------------- | ------------------- | ------------------- | ----------- |
| 1  | 阿凡達／Avatar                                        | $760,507,625／3,461 | $77,025,481／3,452  | 2009年12/18 |
| 2  | 玩具總動員3／Toy Story 3                              | $415,004,880／4,028 | $110,307,189／4,028 | 2010年6/18  |
| 3  | 魔境夢遊／Alice in Wonderland                         | $334,191,110／3,739 | $116,101,023／3,728 | 2010年3/5   |
| 4  | 天外奇蹟／Up                                          | $293,004,164／3,886 | $68,108,790／3,766  | 2009年5/29  |
| 5  | 神偷奶爸／Despicable Me                               | $251,513,985／3,602 | $56,397,125／3,476  | 2010年7/9   |
| 6  | 史瑞克快樂4神仙／Shrek Forever After                  | $238,395,990／4,386 | $70,838,207／4,359  | 2010年5/21  |
| 7  | 馴龍高手／How to Train Your Dragon                    | $217,581,231／4,060 | $43,732,319／4,055  | 2010年3/26  |
| 8  | *魔髮奇緣／Tangled                                    | $199,708,279／3,603 | $48,767,052／3,603  | 2010年11/24 |
| 9  | 怪獸大戰外星人／Monsters Vs. Aliens                   | $198,351,526／4,136 | $59,321,095／4,104  | 2009年3/27  |
| 10 | 冰原歷險記3：恐龍現身／Ice Age: Dawn of the Dinosaurs | $196,573,705／4,102 | $41,690,382／4,099  | 2009年7/1   |

總觀十一至三十名的3D電影，2010年共占七部居首，其次2009年和2007年四部，2008年反倒是僅有兩部，2003年、2005年和2006年各一部。二十部電影裡有十一部動畫電影，其中有二部屬於真人結合動畫電影，分別為《聖誕夜怪譚》、《貝武夫：北海的詛咒》，一部重映《聖誕夜驚魂》；九部真人電影，其中有一部為紀錄片。片商表現，迪士尼發行的影片共九部；派拉蒙四部，其中的《麥克邁：超能壞蛋》屬夢工廠；華納兄弟三部，一部屬旗下新線影業發行；20世紀福斯、索尼影業、焦點影業、次元影業皆各一部。
截至2011年1月15日，2010年12月上映的20世紀福斯的《納尼亞傳奇：黎明行者號》和華納兄弟的真人動畫《瑜珈熊》新進榜，而兩部索尼影業的《怪怪屋》和《麥可傑克森 未來的未來 演唱會電影》則被擠出三十名榜外。2月2011年首部3D電影《青蜂俠》進榜。總觀2011年上半年度，進榜3D電影有《里約大冒險》、《雷神索爾》及《糯米歐與茱麗葉》共四部，而《貝武夫：北海的詛咒》、《第十四道門》和《聖誕夜驚魂》皆出榜。
| #  | 片名                                                                              | 總票房／廳          | 首周票房／廳       | 開映日      |
| -- | --------------------------------------------------------------------------------- | ------------------- | ------------------ | ----------- |
| 11 | *北極特快車／The Polar Express                                                    | $181,993,278／3,650 | $23,323,463／3,650 | 2004年11/10 |
| 12 | 創：光速戰記／Tron Legacy                                                         | $172,062,763／3,451 | $44,026,211／3,451 | 2010年12/17 |
| 13 | 超世紀封神榜／Clash of the Titans                                                 | $163,214,888／3,802 | $61,235,105／3,777 | 2010年4/2   |
| 14 | 麥克邁：超能壞蛋／Megamind                                                        | $148,415,853／3,949 | $46,016,833／3,944 | 2010年11/5  |
| 15 | 聖誕夜怪譚／A Christmas Carol                                                     | $137,855,863／3,683 | $30,051,075／3,683 | 2009年11/6  |
| 16 | 四眼天雞／Chicken Little                                                          | $135,386,665／3,658 | $40,049,778／3,654 | 2005年11/4  |
| 17 | 最後的氣宗／The Last Airbender                                                    | $131,601,062／3,203 | $40,325,019／3,169 | 2010年7/1   |
| 18 | *里約大冒險／Rio                                                                  | $124,968,000／3,842 | $39,225,962／3,826 | 2011年4/15  |
| 19 | 食破天驚／Cloudy with a Chance of Meatballs                                       | $124,870,275／3,119 | $30,304,648／3,119 | 2009年9/18  |
| 20 | 鼠膽妙算／G-Force                                                                 | $119,436,770／3,697 | $31,706,934／3,697 | 2009年7/24  |
| 21 | *雷神索爾／Thor                                                                   | $119,252,000／3,963 | $65,723,338／3,955 | 2011年5/6   |
| 22 | 無厘取鬧3D／Jackass 3-D                                                           | $117,229,692／3,139 | $50,353,641／3,081 | 2010年10/15 |
| 23 | 雷霆戰狗／Bolt                                                                    | $114,053,579／3,654 | $26,223,128／3,651 | 2008年11/21 |
| 24 | 小鬼大間諜3／Spy Kids 3D: Game Over                                               | $111,761,982／3,388 | $33,417,739／3,344 | 2003年7/25  |
| 25 | 納尼亞傳奇：黎明行者號／ The Chronicles of Narnia: The Voyage of the Dawn Treader | $104,386,950／3,555 | $24,005,069／3,555 | 2010年12/10 |
| 26 | 地心冒險／Journey to the Center of the Earth                                      | $101,704,370／2,830 | $21,018,141／2,811 | 2008年7/11  |
| 27 | *瑜珈熊／Yogi Bear                                                                | $100,246,011／3,515 | $16,411,322／3,515 | 2010年12/17 |
| 28 | *糯米歐與茱麗葉／Gnomeo and Juliet                                                | $99,110,089／3,037  | $25,356,909／2,994 | 2011年2/11  |
| 29 | 青蜂俠／The Green Hornet                                                          | $98,780,042／3,584  | $33,526,876／3,584 | 2011年1/14  |
| 30 | 未來小子／Meet the Robinsons                                                      | $97,822,171／3,435  | $25,123,781／3,413 | 2007年3/30  |

## 參见
- IMAX
- 3D报纸
- 遗体道具
- 4D超立體巨幕影館

## 外部連結
- 3DHD數位電影製作（页面存档备份，存于）
- 3D 立體顯示技術原理與遊戲應用歷程簡介（页面存档备份，存于）
- ดูหนังออนไลน์ （页面存档备份，存于）
- Today3D
- In-Three（页面存档备份，存于）
- Digital Praxis Stereoscopic 3-D pages General info on shooting 3-D
- 21世紀3D Stereoscopic 3D Production, New York
- The World 3-D Exposition (Official)（页面存档备份，存于）
- Directory of 3-D (Stereo) Motion Pictures（页面存档备份，存于）
- 3D電影列表（页面存档备份，存于）